# Cheumatopsyche delamarei
Cheumatopsyche delamarei là một loài Trichoptera trong họ Hydropsychidae. Chúng phân bố ở miền Cổ bắc.